# Neocollyris celebensis
Neocollyris celebensis es una especie de escarabajo del género Neocollyris. Fue descrita científicamente por Chaudoir en 1860.
Se distribuye por Indonesia, en la isla de Célebes. Mide aproximadamente 13 milímetros de longitud.